# Olympiska vinterspelen 2010
Olympiska vinterspelen 2010, de tjugoförsta (XXI) olympiska vinterspelen , hölls mellan den 12 och den 28 februari 2010 i Vancouver, Kanada. Alpin skidåkning, längdåkning, skidskytte, backhoppning, nordisk kombination, bob, rodel och skeleton avgjordes i skidorten Whistler, medan övriga tävlingar hölls i och kring Vancouver. Vinterspelen 2010 var de tredje olympiska spelen som ägde rum i Kanada och de första i provinsen British Columbia. Tidigare hade Kanada varit värd för olympiska sommarspelen 1976 i Montréal i provinsen Québec samt för olympiska vinterspelen 1988 i Calgary i Alberta.
Vancouver tilldelades spelen efter ett beslut av den Internationella olympiska kommittén på ett möte i Prag i Tjeckien den 2 juli 2003.
Kanada skrev historia genom att slå rekordet i flest OS-guld under ett och samma vinter-OS. Man tog 14 OS-guld och därmed vann också Kanada medaljligan för årets vinter-OS. Det förra rekordet hade Norge i Salt Lake City och Sovjetunionen i Innsbruck 1976, då de tog 13 OS-guld.

## Sporter
86 grenar i 15 sporter utövades i Vancouver 2010. Åtta av idrotterna utövades på is: bob, rodel, skeleton, skridskor, ishockey, short track och curling. Tre av idrotterna räknas som alpina: alpin skidåkning, snowboard och freestyle. Ytterligare fyra av idrotterna räknas till de nordiska skidsporterna: skidskytte, längdskidåkning, backhoppning samt nordisk kombination.
Invignings- och avslutningsceremonierna, samt issporterna (borträknat bob, rodel och skeleton) förlades till Vancouver och Richmond. De nordiska skidsporterna hölls i Whistler. Den alpina skidåkningen höll till på Whistler Mountain (Creekside) och glidsporterna (bob, rodel och skeleton) utövades på Blackcomb Mountain. Cypress Mountain var skådeplats för de olympiska finalerna i freestyle och snowboard.
| - Alpin skidåkning - Backhoppning - Bob - Curling - Freestyle - Hastighetsåkning på skridskor - Ishockey - Konståkning | - Längdskidåkning - Nordisk kombination - Rodel - Short track - Skeleton - Skidskytte - Snowboard |

Det var flera nya sporter som föreslogs läggas till det olympiska programmet i Vancouver. Den 28 november 2006 beslutade Internationella olympiska kommittén, under ett möte i Kuwait City, att inkludera skicross i OS-programmet. Andra sporter som föreslogs, men som inte fick olympisk status var:
- Mixedstafett i skidskytte
- Mixade lag i curling
- Alpin lagtävling
- Lagtävling i bob och skeleton
- Lagtävling i rodel
- Backhoppning för damer

## Kalender
Följande kalender för olympiska vinterspelen 2010 är den senaste versionen, med några justeringar för uppskjutna tävlingar. Varje blå box representerar en tävling, exempelvis ett kval, den dagen. De gula boxarna representerar en prisutdelning för en sport. Siffran i boxen representerar antalet finaler som hålls den dagen.
För ett komplett och detaljerat tävlingsprogram se respektive sports artikel
| ● | Öppningsceremoni |  | Tävling | ● | Grenfinal | ● | Avslutningsceremoni |

| Februari                      | 12 | 13 | 14 | 15 | 16 | 17 | 18 | 19 | 20 | 21 | 22 | 23 | 24 | 25 | 26 | 27           | 28 | T  |
| ----------------------------- | -- | -- | -- | -- | -- | -- | -- | -- | -- | -- | -- | -- | -- | -- | -- | ------------ | -- | -- |
| Ceremonier                    | ●  |    |    |    |    |    |    |    |    |    |    |    |    |    |    |              | ●  |    |
| Alpin skidåkning              |    |    |    | ●  |    | ●  | ●  | ●  | ●  | ●  |    | ●  | ●  |    | ●  | ●            |    | 10 |
| Backhoppning                  |    | ●  |    |    |    |    |    |    | ●  |    | ●  |    |    |    |    |              |    | 3  |
| Bob                           |    |    |    |    |    |    |    |    |    | ●  |    |    | ●  |    |    | ●            |    | 3  |
| Curling                       |    |    |    |    |    |    |    |    |    |    |    |    |    |    | ●  | ●            |    | 2  |
| Freestyle                     |    | ●  | ●  |    |    |    |    |    |    | ●  |    | ●  | ●  | ●  |    |              |    | 6  |
| Hastighetsåkning på skridskor |    | ●  | ●  | ●  | ●  | ●  | ●  |    | ●  | ●  |    | ●  | ●  |    |    | ●            |    | 12 |
| Ishockey                      |    |    |    |    |    |    |    |    |    |    |    |    |    | ●  |    | Brons- match | ●  | 2  |
| Konståkning                   |    |    |    | ●  |    |    | ●  |    |    |    | ●  |    |    | ●  |    |              |    | 4  |
| Längdskidåkning               |    |    |    | ●  |    | ●  |    | ●  | ●  |    | ●  |    | ●  | ●  |    | ●            | ●  | 12 |
| Nordisk kombination           |    |    | ●  |    |    |    |    |    |    |    |    | ●  |    | ●  |    |              |    | 3  |
| Rodel                         |    |    | ●  |    | ●  | ●  |    |    |    |    |    |    |    |    |    |              |    | 3  |
| Short track                   |    | ●  |    |    |    | ●  |    |    | ●  |    |    |    | ●  |    | ●  |              |    | 8  |
| Skeleton                      |    |    |    |    |    |    |    | ●  |    |    |    |    |    |    |    |              |    | 2  |
| Skidskytte                    |    | ●  | ●  |    | ●  |    | ●  |    |    | ●  |    | ●  |    |    | ●  |              |    | 10 |
| Snowboard                     |    |    |    | ●  | ●  | ●  | ●  |    |    |    |    |    |    |    | ●  | ●            |    | 6  |
| Grenfinaler                   | 0  | 6  | 6  | 5  | 6  | 7  | 5  | 4  | 6  | 6  | 4  | 4  | 6  | 5  | 7  | 7            | 2  | 86 |
|                               |    |    |    |    |    |    |    |    |    |    |    |    |    |    |    |              |    |    |
| Februari                      | 12 | 13 | 14 | 15 | 16 | 17 | 18 | 19 | 20 | 21 | 22 | 23 | 24 | 25 | 26 | 27           | 28 | T  |

## Invigningsceremonin

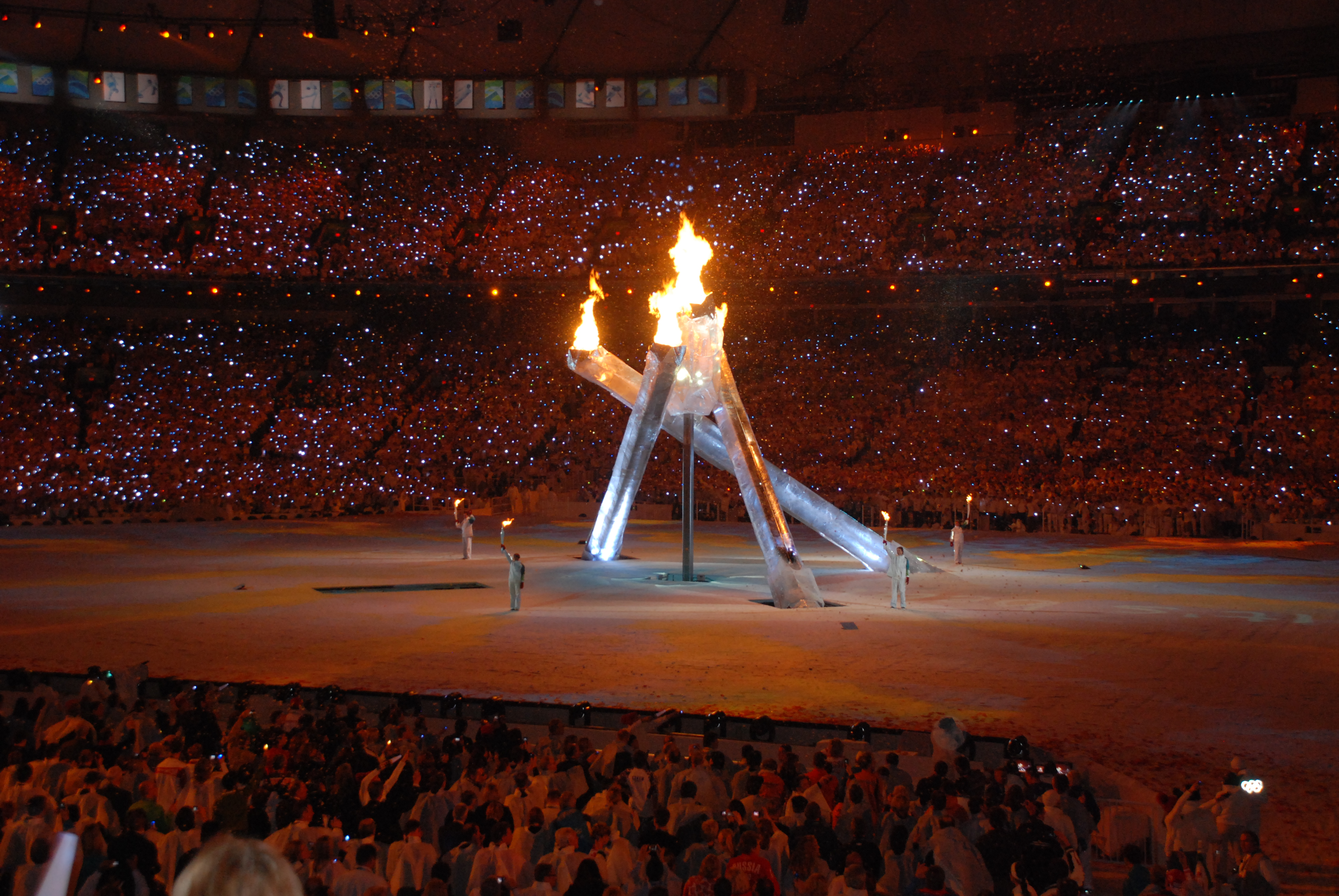
Inomhuselden är tänd.

Uppskattningsvis 60 000 personer var närvarande vid invigningsceremonin, som var den första att hållas inomhus. Temat för ceremonin var Kanadas ursprungsbefolkning och natur. Ett flertal kanadensiska underhållare deltog. Nikki Yanofsky sjöng nationalsången O Canada varpå representanter för fyra stammar hälsade besökarna välkomna. Därefter tågade idrottarna från de olika deltagarländerna in. Nelly Furtado och Bryan Adams sjöng duetten Bang the Drum. Därefter följde en föreställning bestående av fyra delar, med visuella effekter och citat upplästa av Donald Sutherland. Sarah McLachlan sjöng Ordinary Miracle. En slampoet framförde en dikt om Kanada. Därefter talade IOK:s president Jacques Rogge och John Furlong, ledare för organisationskommittén hälsade välkomna och generalguvernör Michaëlle Jean förklarade spelen officiellt öppnade. k.d. lang sjöng Leonard Cohens sång Hallelujah. Därefter bars den olympiska flaggan in till stadion av Donald Sutherland, Bobby Orr, Anne Murray, Jacques Villeneuve, Betty Fox (mor till Terry Fox), Roméo Dallaire och Julie Payette, och den olympiska hymnen framfördes av Measha Brueggergosman. Därefter hölls en tyst minut för Nodar Kumaritasjvili. Den olympiska elden tändes av Rick Hansen, Steve Nash, Catriona Le May Doan och Wayne Gretzky. Den senare tände även ytterligare en eld, utomhus.

## Deltagande nationer
83 länder deltog i spelen. För Caymanöarna, Gabon, Ghana, Colombia, Peru, Pakistan, Montenegro och Serbien handlade det om debut i vinterspelen. Jamaica, Mexiko och Marocko var tillbaka efter att inte ha deltagit i Turin. Önationen Tonga skulle också göra sin vinterolympiska debut i Vancouver, genom en singelåkare i rodel, men han kraschade i den sista kvalificeringsomgången före OS och var därmed ute.
| - Albanien - Algeriet - Andorra - Argentina - Armenien - Australien - Azerbajdzjan - Belgien - Bermuda - Bosnien och Hercegovina - Brasilien - Bulgarien - Caymanöarna - Chile - Colombia - Cypern - Danmark - Estland - Etiopien - Finland - Frankrike | - Georgien - Ghana - Grekland - Hongkong - Indien - Iran - Irland - Island - Israel - Italien - Jamaica - Japan - Kanada - Kazakstan - Kina - Kinesiska Taipei (Taiwan) - Kirgizistan - Kroatien - Lettland - Libanon - Liechtenstein | - Litauen - Makedonien - Marocko - Mexiko - Moldavien - Monaco - Mongoliet - Montenegro - Nederländerna - Nepal - Nordkorea - Norge - Nya Zeeland - Pakistan - Peru - Polen - Portugal - Rumänien - Ryssland - San Marino - Schweiz | - Senegal - Serbien - Slovakien - Slovenien - Spanien - Storbritannien - Sverige - Sydafrika - Sydkorea - Tadzjikistan - Tjeckien - Turkiet - Tyskland - Ukraina - Ungern - USA - Uzbekistan - Vitryssland - Österrike |

## Medaljtoppen
Ställningen i medaljtoppen efter tävlingarna den 28 februari. Se hela tabellen på Medaljfördelning vid olympiska vinterspelen 2010.
      Värdnation (Kanada)
| Placering | Nation        | Guld | Silver | Brons | Totalt |
| 1         | Kanada        | 14   | 7      | 5     | 26     |
| 2         | Tyskland      | 10   | 13     | 7     | 30     |
| 3         | USA           | 9    | 15     | 13    | 37     |
| 4         | Norge         | 9    | 8      | 6     | 23     |
| 5         | Sydkorea      | 6    | 6      | 2     | 14     |
| 6         | Schweiz       | 6    | 0      | 3     | 9      |
| 7         | Kina          | 5    | 2      | 4     | 11     |
| 7         | Sverige       | 5    | 2      | 4     | 11     |
| 9         | Österrike     | 4    | 6      | 6     | 16     |
| 10        | Nederländerna | 4    | 1      | 3     | 8      |

## Övrigt

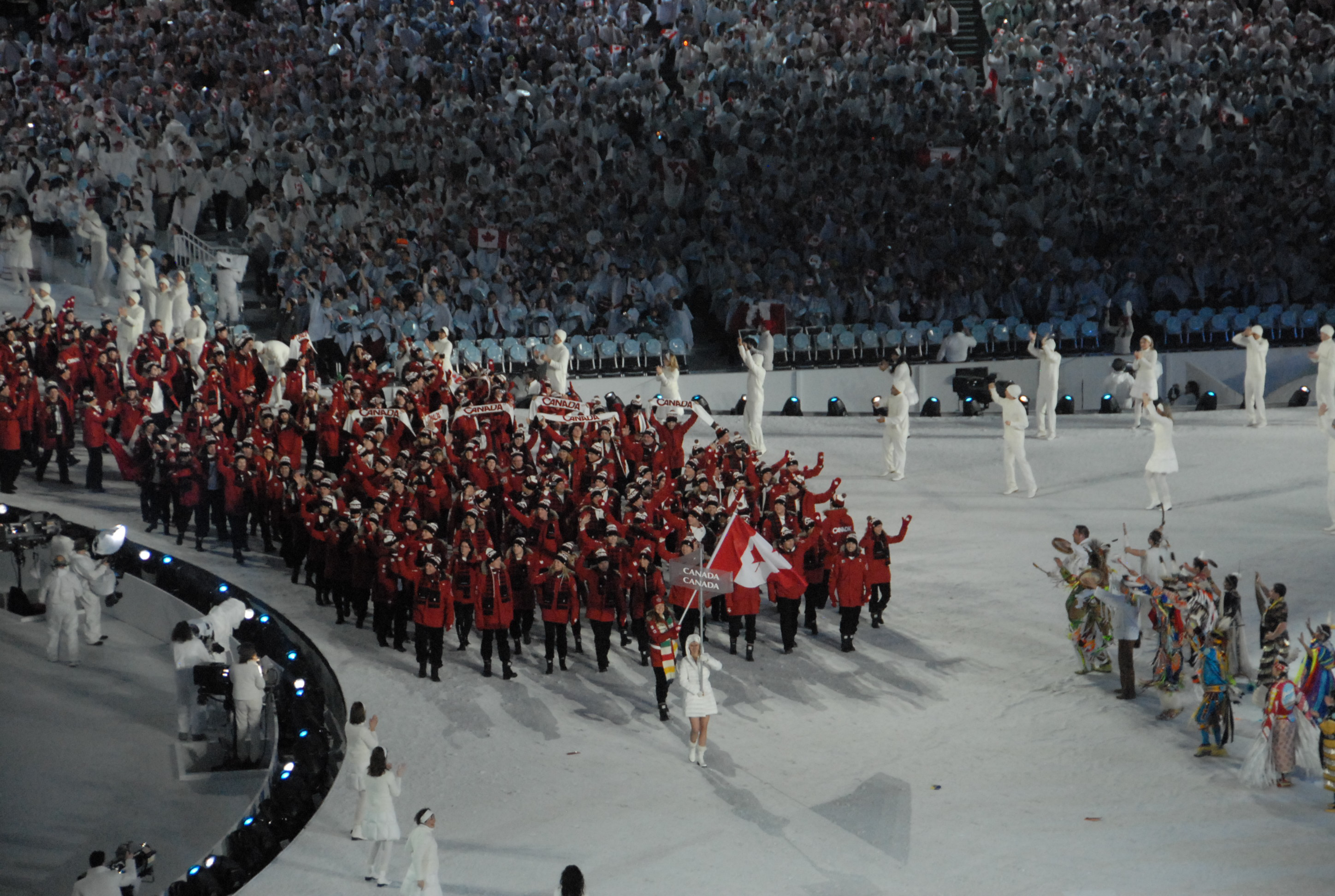
Värdnationen Kanada tågar in under öppningsceremonin.

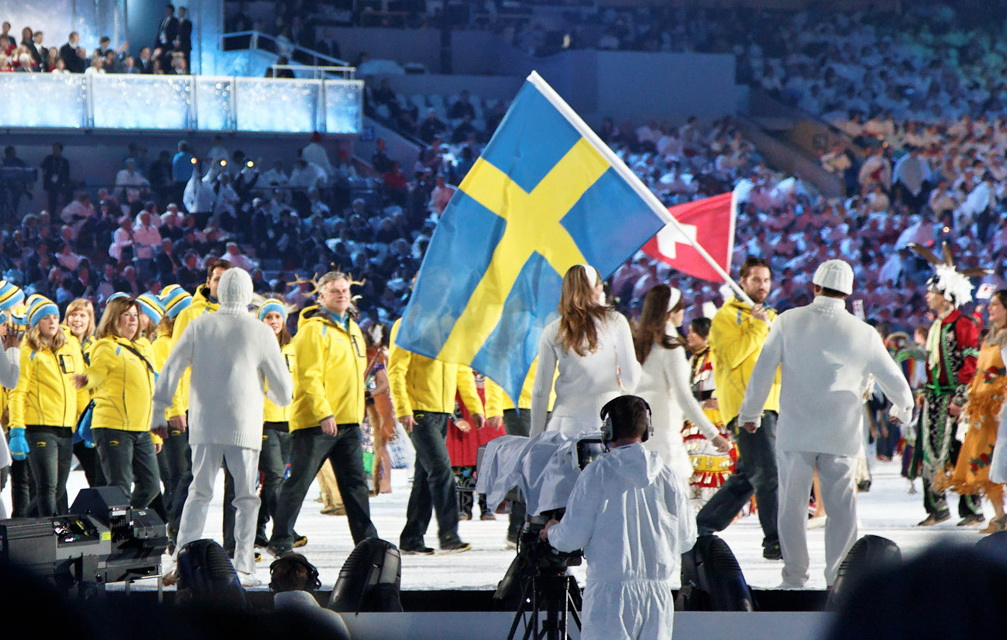
Sverige under öppningsceremonin, flaggan bärs av Peter Forsberg.

Vid 2010 års spel hölls för första gången invignings- och avslutningsceremonin inomhus.
Redan före invigningen fick tävlingarna en tragisk start när den georgiske rodelåkaren Nodar Kumaritasjvili kraschade våldsamt under träning och avled av sina skador.

### Fotnoter
1. ↑  ”Olympic Athletes”. The Vancouver Organizing Committee for the 2010 Olympic and Paralympic Winter Games. Arkiverad från originalet den 25 december 2010. https://web.archive.org/web/20101225213155/http://www.vancouver2010.com/olympic-athletes/. Läst 15 februari 2010.
2. ↑  Kaufman, Michelle (14 mars 2025). ”Winter Olympics opening ceremony dedicated to Georgian luger killed”. Miami Herald. http://www.miamiherald.com/sports/other/story/1478023.html?asset_id=1477842&asset_type=gallery. Läst 13 februari 2010.
3. ↑  CTV olympics 2010